# Leichtathletik-Weltmeisterschaften 2015/Teilnehmer (Trinidad und Tobago)
| Gelbes Symbol für Goldmedaillen mit stilisierten Olympischen Ringen | Graues Symbol für Silbermedaillen mit stilisierten Olympischen Ringen | Braundes Symbol für Bronzemedaillen mit stilisierten Olympischen Ringen |
| ------------------------------------------------------------------- | --------------------------------------------------------------------- | ----------------------------------------------------------------------- |
| —                                                                   | 1                                                                     | 1                                                                       |

Der Leichtathletikverband Trinidad und Tobagos nominierte 21 Athleten für die Leichtathletik-Weltmeisterschaften 2015 in der chinesischen Hauptstadt Peking.

## Medaillen
Mit je einer gewonnenen Silber- und Bronzemedaille belegte das Team Trinidad und Tobagos Rang 22 im Medaillenspiegel.

### Medaillengewinner

#### Silber
- Machel Cedenio, Jehue Gordon, Lalonde Gordon, Deon Lendore, Renny Quow und Jarrin Solomon: 4 × 400 m

#### Bronze
- Michelle-Lee Ahye, Kelly-Ann Baptiste, Kamaria Durant, Semoy Hackett, Khalifa St. Fort und Reyare Thomas: 4 × 100 m

## Ergebnisse

### Männer

#### Laufdisziplinen
| Athlet                                                                                        | Disziplin    | Vorlauf          | Vorlauf          | Halbfinale         | Halbfinale         | Finale             | Finale             |
| Athlet                                                                                        | Disziplin    | Zeit             | Platz            | Zeit               | Platz              | Zeit               | Platz              |
| --------------------------------------------------------------------------------------------- | ------------ | ---------------- | ---------------- | ------------------ | ------------------ | ------------------ | ------------------ |
| Keston Bledman                                                                                | 100 m        | 10,75 s          | 50               | nicht qualifiziert | nicht qualifiziert | nicht qualifiziert | nicht qualifiziert |
| Rondel Sorrillo                                                                               | 100 m        | nicht angetreten | nicht angetreten | -                  | -                  | -                  | -                  |
| Rondel Sorrillo                                                                               | 200 m        | nicht angetreten | nicht angetreten | -                  | -                  | -                  | -                  |
| Kyle Greaux                                                                                   | 200 m        | 20,51 s          | 31               | nicht qualifiziert | nicht qualifiziert | nicht qualifiziert | nicht qualifiziert |
| Machel Cedenio                                                                                | 400 m        | 44,54 s          | 8                | 44,64 s            | 8                  | 45,06 s            | 7                  |
| Lalonde Gordon                                                                                | 400 m        | 44,97 s          | 18               | 44,70 s            | 9                  | nicht qualifiziert | nicht qualifiziert |
| Deon Lendore                                                                                  | 400 m        | Reserve          | Reserve          | Reserve            | Reserve            | Reserve            | Reserve            |
| Renny Quow                                                                                    | 400 m        | 44,54 s          | 8                | 44,98 s            | 16                 | nicht qualifiziert | nicht qualifiziert |
| Mikel Thomas                                                                                  | 110 m Hürden | disqualifiziert  | disqualifiziert  | -                  | -                  | -                  | -                  |
| Jehue Gordon                                                                                  | 400 m Hürden | 49,91 s          | 31               | nicht qualifiziert | nicht qualifiziert | nicht qualifiziert | nicht qualifiziert |
| Keston Bledman Emmanuel Callender Kyle Greaux Rondel Sorrillo Dan-Neil Telesford Mikel Thomas | 4 × 100 m    | nicht angetreten | nicht angetreten |                    |                    | -                  | -                  |
| Machel Cedenio Jehue Gordon Lalonde Gordon Deon Lendore Renny Quow Jarrin Solomon             | 4 × 400 m    | 2:58,67 min      | 2                |                    |                    | 2:58,20 min        | Silber             |

#### Sprung/Wurf
| Athlet          | Disziplin | Qualifikation | Qualifikation | Finale             | Finale             |
| Athlet          | Disziplin | Weite/Höhe    | Platz         | Weite/Höhe         | Platz              |
| --------------- | --------- | ------------- | ------------- | ------------------ | ------------------ |
| Keshorn Walcott | Speerwurf | 76,83 m       | 26            | nicht qualifiziert | nicht qualifiziert |

### Frauen

#### Laufdisziplinen
| Athletin                                                                                         | Disziplin    | Vorlauf | Vorlauf | Halbfinale         | Halbfinale         | Finale             | Finale             |
| Athletin                                                                                         | Disziplin    | Zeit    | Platz   | Zeit               | Platz              | Zeit               | Platz              |
| ------------------------------------------------------------------------------------------------ | ------------ | ------- | ------- | ------------------ | ------------------ | ------------------ | ------------------ |
| Michelle-Lee Ahye                                                                                | 100 m        | 10,98 s | 4       | 10,97 s            | 8                  | 10,98 s            | 5                  |
| Kelly-Ann Baptiste                                                                               | 100 m        | 11,13 s | 13      | 10,90 s            | 6                  | 11,01 s            | 6                  |
| Semoy Hackett                                                                                    | 100 m        | 11,16 s | 15      | 11,13 s            | 14                 | nicht qualifiziert | nicht qualifiziert |
| Semoy Hackett                                                                                    | 200 m        | 22,89 s | 11      | 22,75 s            | 11                 | nicht qualifiziert | nicht qualifiziert |
| Khalifa St. Fort                                                                                 | 100 m        | Reserve | Reserve | Reserve            | Reserve            | Reserve            | Reserve            |
| Kamaria Durant                                                                                   | 200 m        | 23,25 s | 30      | nicht qualifiziert | nicht qualifiziert | nicht qualifiziert | nicht qualifiziert |
| Reyare Thomas                                                                                    | 200 m        | 23,09 s | 21      | 23,03 s            | 18                 | nicht qualifiziert | nicht qualifiziert |
| Sparkle McKnight                                                                                 | 400 m Hürden | 55,77 s | 15      | 56,21 s            | 17                 | nicht qualifiziert | nicht qualifiziert |
| Michelle-Lee Ahye Kelly-Ann Baptiste Kamaria Durant Semoy Hackett Khalifa St. Fort Reyare Thomas | 4 × 100 m    | 42,24 s | 3       |                    |                    | 42,03 s            | Bronze             |

#### Sprung/Wurf
| Athletin        | Disziplin   | Qualifikation | Qualifikation | Finale     | Finale |
| Athletin        | Disziplin   | Weite/Höhe    | Platz         | Weite/Höhe | Platz  |
| --------------- | ----------- | ------------- | ------------- | ---------- | ------ |
| Cleopatra Borel | Kugelstoßen | 18,55 m       | 6             | 17,43 m    | 12     |